# Azione del 22 settembre 1914
L'azione del 22 settembre 1914 è stata uno scontro navale che ebbe luogo nei primi mesi della prima guerra mondiale, durante il quale un sommergibile tedesco affondò tre incrociatori della Royal Navy britannica impegnati in un pattugliamento. Circa 1450 marinai persero la vita e l'azione ebbe forte risonanza sia in Gran Bretagna che in Germania, confermando l'importanza dell'arma sottomarina. Lo smacco subito dalla marina britannica ne danneggiò fortemente la reputazione nelle fasi iniziali del conflitto, in un momento in cui diverse nazioni erano ancora indecise riguardo a quale schieramento appoggiare.

## Premesse

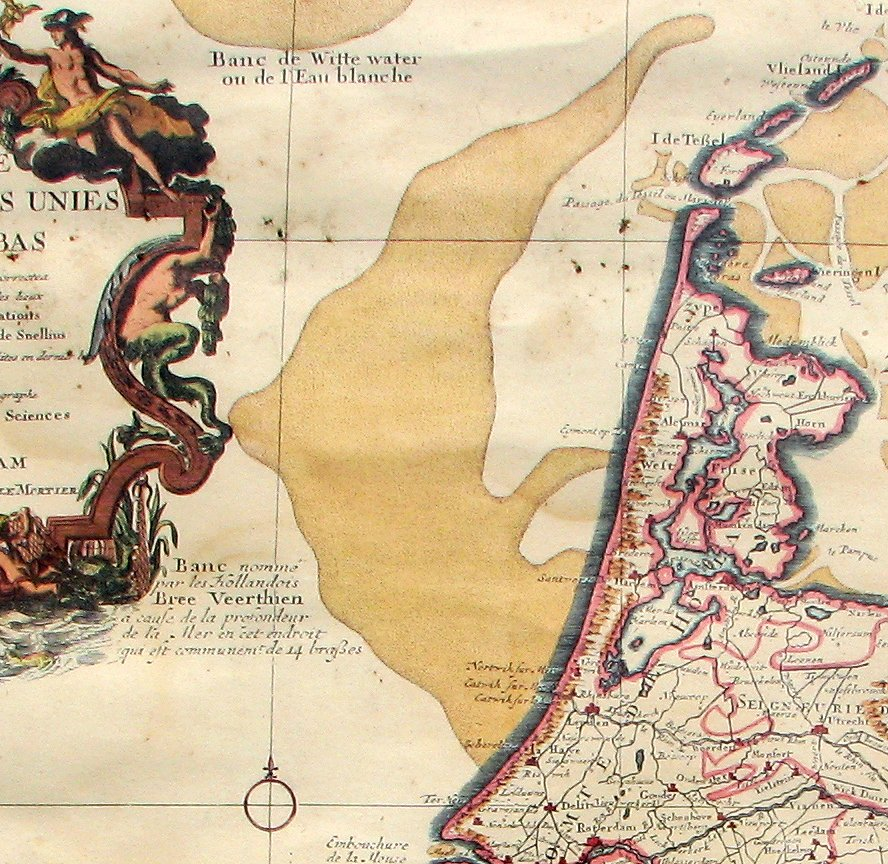
I Broad Fourteens su una mappa di Delisle (1743)

Allo scoppio della guerra, l'Ammiragliato britannico dovette fronteggiare le necessità di pattugliare tutte le sue zone di competenza, ma le navi di prima linea a disposizione non permettevano di farlo. Pertanto venne deciso di utilizzare anche navi obsolete per coprire aree non primarie o fornire un primo allarme in caso di attacco. Tra le navi in disponibilità, gli incrociatori della classe Cressy, tecnologicamente obsoleti pur avendo solo 12 anni di vita, parte dei quali (Cressy, Aboukir, Bacchante, Euryalus ed Hogue) venne inquadrata nel 7º Squadrone incrociatori, detto Live Bait Squadron (lo squadrone delle esche vive), basato a Harwich. La mattina del 22 settembre l'U-9, al comando di Otto Weddigen, era in navigazione nei Broad Fourteens di ritorno alla base. Nella stessa zona si trovavano di pattuglia tre incrociatori del 7º Squadrone, la Aboukir al comando de Capitano Drummond, l'ufficiale con più anzianità, la Hogue e la Cressy. La Euryalus, nave ammiraglia dello squadrone al comando del contrammiraglio Christian, aveva fatto ritorno alla base il 20 settembre per fare rifornimento, mentre i cacciatorpediniere di scorta erano stati costretti a ritirarsi il 17 a causa delle condizioni meteorologiche.

## L'attacco
Gli incrociatori britannici erano obsoleti e con una inadeguata compartimentazione stagna rispetto ai possibili danni da siluro, Il 22 settembre 1914, la Cressy, la Aboukir e la Hogue pattugliavano i Broad Fourteens, una zona del Mare del Nord in cui la profondità è solo 14 fathoms, pari a circa 25 metri, quando vennero intercettati dal sottomarino tedesco U-9; la Aboukir fu silurata ma le altre navi ritennero si trattasse di una esplosione da mina e fermarono le macchine per prestare soccorso; a quel punto il sottomarino tedesco lanciò altri due siluri contro la Hogue che avvistò le scie e rispose con il cannone, ma venne colpita ed affondata; a quel punto la Cressy tentò di allontanarsi ma venne fatta bersaglio di altri due siluri che la affondarono. Diversi pescherecci olandesi presenti in zona accorsero per soccorrere i naufraghi, e anche alcune unità leggere inglesi, ma le navi affondarono molto rapidamente, e comunque il rischio delle mine navali era elevato.
Le perdite vere furono non tanto le navi, obsolete e da rottamare al primo serio problema, ma quelle umane, di 60 ufficiali e 1400 uomini di equipaggio, e il segretario all'Ammiragliato ritenne un errore di giudizio la permanenza delle due unità rimaste ferme per soccorrere l'equipaggio dell'Aboukir, facile bersaglio dei siluri tedeschi.